# Hydnoraceae

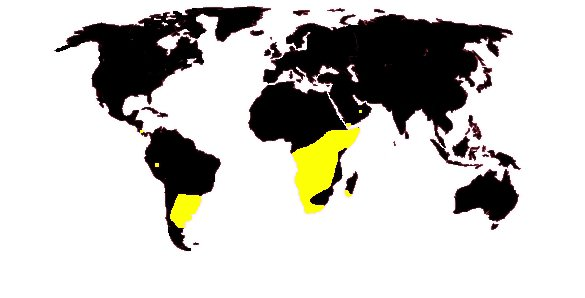
Mapa de distribución de la familia.

Hydnoraceas (Hydnoraceae) son una familia de plantas parásitas angiospermas (taxón Magnoliophyta) del Orden Piperales. Consta de dos géneros, Hydnora y Prosopanche, y unas 18 especies, que se distribuyen por América central y meridional (Prosopanche) y en zonas áridas de África, Arabia Saudita y Madagascar (Hydnora).

## Descripción
- Hierbas coriáceas, holoparásitas (parásitas obligadas, sin clorofila e incapaces de realizar fotosíntesis), carnosas, fungoides. Las partes subterráneas son rizomatosas, cilíndricas o angulosas, con series de proyecciones vermiformes (llamadas haustorios) que sirven como conexión al hospedante. Estas estructuras subterráneas se denominan rizomatoides por presentar a la vez caliptras apicales, de origen radical, y un sistema vascular de haces liberoleñosos colaterales separados que es propio de los tallos; hay diferencias significativas entre los géneros e incluso dentro de las diferentes especies de Hydnora.
- Tallos ausentes.
- Hojas no presentan.
- Yemas florales subterráneas, las que emergen en la antesis (usualmente solo el perianto), excepto en Hydnora triceps, donde son permanentemente subterráneas.
- Flores grandes, parduscas, actinormorfas, perfectas (funcionalmente unisexuales en Hydnora esculenta). El hipantio es más o menos cilíndrico, a menudo hinchado en la base, con un perianto apical de 2 a 5 lóbulos valvados, carnosos, pardos, blancos, rojos o rosados, frecuentemente ramentáceos. El androceo se halla formando un sinandrio (rara vez con filamentos), las anteras son oposititépalas, multiesporangiadas, extrorsas. En  Hydnora las anteras son sésiles y forman un anillo ondulado con lóbulos, mientras que en Prosopanche las anteras son separadas, filantéreas y unidas en una caperuza cónica, alternando con los estaminodios carnosos inferiores. La  dehiscencia se produce por hendiduras longitudinales o transversas. El gineceo es ínfero, usualmente subterráneo, sincárpico, unilocular, con 3 a 4 carpelos (raramente 5), alternitépalos. No presentan estilo y el estigma es plano, sésil, único o 3-lobulado (comisural en Prosopanche). Los óvulos son ortótropos, unitégmicos, tenuinucelados, de placentación parietal, laminar (Prosopanche) o bien apical, péndula (Hydnora). Se producen en grandes cantidades, de 50 a 2000, raramente llegan hasta los 90 000.
- Fruto en baya subterránea, o una cápsula más o menos circuncísil en Prosopanche. El exocarpo es coriáceo, grueso, el mesocarpo es pulposo, carnoso o gelatinoso.
- Semillas globosas a ovoides, minúsculas, con testa dura y gruesa, rugulosa-verrucosa o foveolada, de 50 a 2000, en algunos casos hasta 90 000. El endospermo es celular, de paredes gruesas, con arabinosa y almidón. El embrión es muy pequeño.
- Polen en mónadas, unisulcado (en Hydnora) o 2-3-sulcado o tricotomosulcado con aperturas distales (en Prosopanche). La exina es psilada.

### Morfología en imágenes

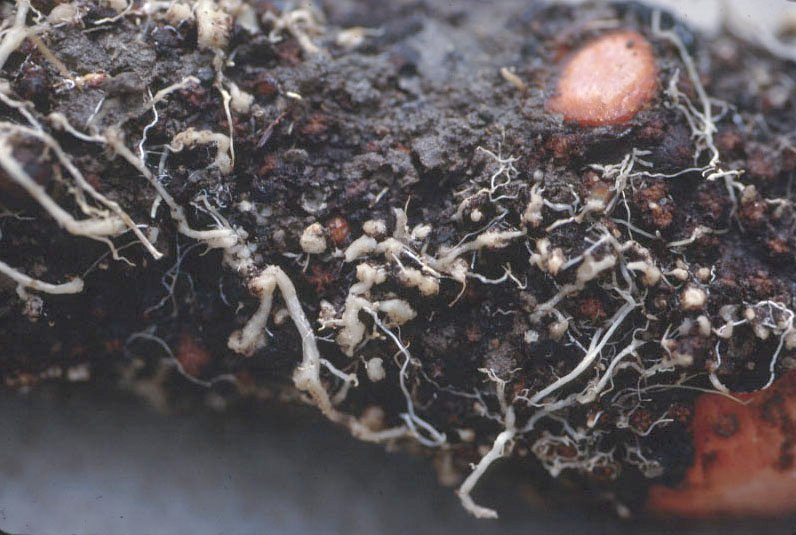
Hydnora johannis, planta joven. Um Barona, Wad Medani, Sudán.
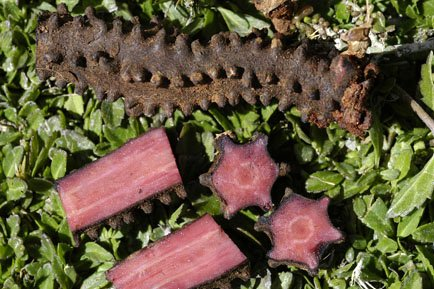
Hydnora triceps, raíces. Gemsbokvlei Farm, Wolfberg Road, al sudeste de Port Nolloth, Sudáfrica, 2003.
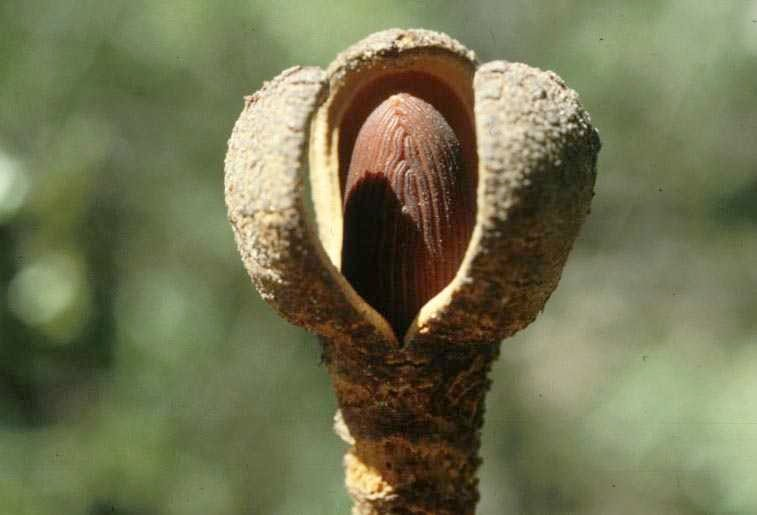
Flor de Prosopanche americana,  Provincia de Catamarca, Argentina.
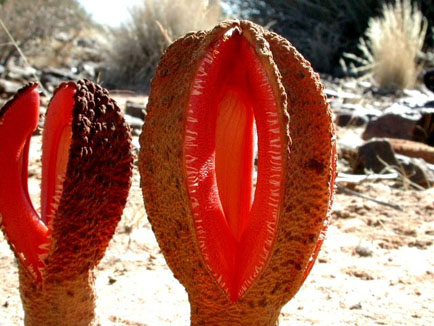
Flor de Hydnora africana  Distrito Karasburg, Namibia, 2002.
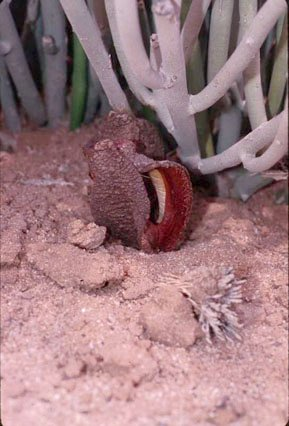
Flor emergente de Hydnora africana en un desierto dominado por Euphorbia mauritanica cerca de Fish River Canyon, al sur de  Namibia, 2000.
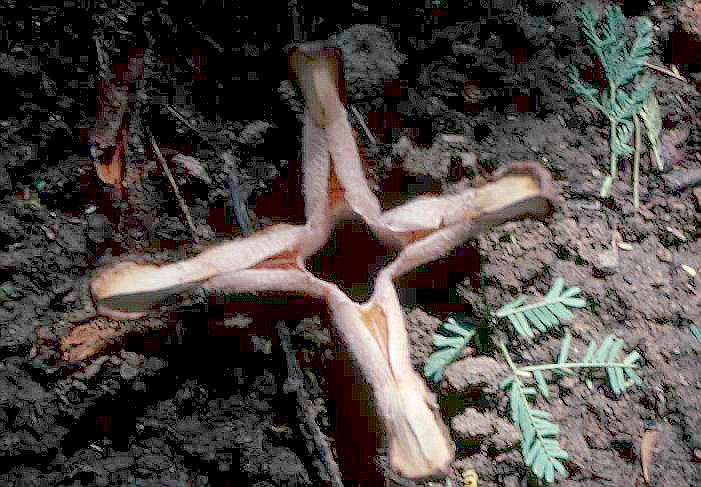
Hydnora johannis floreciendo.  Um Barona, Wad Medani, Sudán.
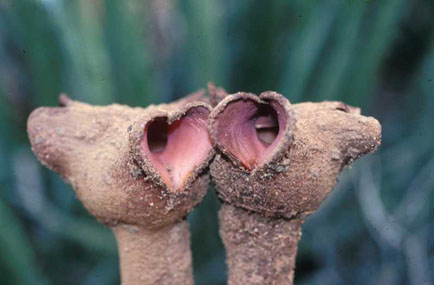
Flores de Hydnora triceps. Namaqualand, Sudáfrica, 1999.
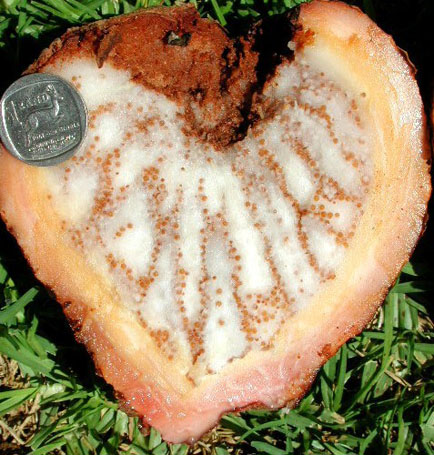
Hydnora triceps, fruto fresco cortado. Cerca de Port Nolloth, Sudáfrica, 2002.
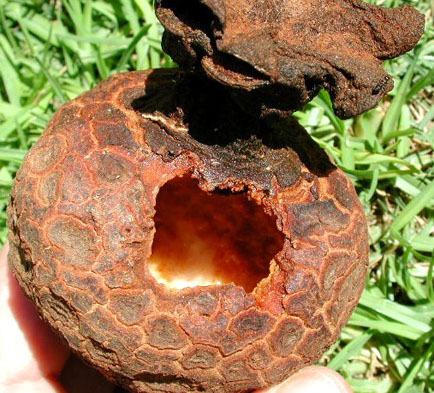
Hydnora triceps, fruto maduro hueco por dentro.  Cerca de Port Nolloth, Sudáfrica, 2002.

## Ecología
La polinización la efectúan escarabajos carroñeros nocturnos, atraídos por los olores fétidos de las flores, producidos por degradación proteica en los tejidos osmóforos de la cara interna del perianto. En Hydnora africana existen cuerpos aparentemente ricos en grasas y proteínas en los mismos puntos. Las flores son protóginas, mantienen a los polinizadores dentro de la flor durante esta fase mediante la presencia de sedas tiesas que cierran la salida (ramentos). Los frutos son subterráneos y se forman en la estación seca. La pulpa de los mismos es comestible y olorosa, por lo que atrae animales (puercoespines, monos, chacales, rinocerontes, armadillos) y seres humanos, que la usan como alimento, dispersando las semillas con las heces. Los patrones de parasitismo (es decir, las especies que pueden ser hospedantes de estos parásitos) son completamente diferentes según el género considerado. Así, en el caso de Hydnora, las especies usualmente parasitadas pertenecen a los géneros Euphorbia, Acacia y Albizia, mientras que para Prosopanche se conocen como hospedantes a varias especies de los géneros Prosopis y Solanum.

## Fitoquímica
Las especies de esta familia presentan taninos condensados en grandes cantidades en las partes vegetativas.

## Usos
Las partes vegetativas de Hydnora se han usado como curtiente, como carbón y como fármaco contra la diarrea.

## Posición sistemática
Las hidnoráceas son un grupo primitivo de Angiospermas. La simplificación de sus estructuras debido al holoparasitismo ha hecho que se relacionasen anteriormente con otros grupos de plantas similares, por lo que se las ha incluido frecuentemente en las raflesiáceas; sin embargo, estudios recientes muestran que los caracteres que unían en clasificaciones anteriores a estas y otras familias son simplemente convergencias reductivas. Los análisis de filogenia molecular permiten asegurar que las hidnoráceas están relacionadas con las aristoloquiáceas, formando un clado dentro del Orden Piperales junto con éstas y las lactoridáceas (Nickrent et al., 2002). El APW (Angiosperm Phylogeny Website) considera que forma parte del Orden Piperales, siendo el grupo hermano del clado aristoloquiáceas + lactoridáceas.

## Táxones incluidos
Introducción teórica en Taxonomía
La familia incluye actualmente dos géneros que se separan con la siguiente clave:
- Androceo formando un anillo lobulado. Estaminodios ausentes. Óvulos libres, en placentas apicales péndulas.

Hydnora Thunb., 1775. Presente en África, Arabia Saudí, Madagascar, Reunión.
- Androceo formando una caperuza cónica. Estaminodios presentes en un verticilo inferior. Óvulos inmersos en placentas parietales que rellenan el ovario.

Prosopanche de Bary, 1868. Distribuido por América central y meridional.